# Zoropsis
Genre
Zoropsis est un genre d'araignées aranéomorphes de la famille des Zoropsidae.

## Distribution
Les espèces de ce genre se rencontrent en Europe du Sud, en Asie de l'Est, en Asie centrale, en Afrique du Nord et au Proche-Orient.
Certaines espèces semblent étendre leur aire de répartition vers le nord et sont à l'heure actuelle (2024) devenue très fréquentes jusque dans le nord de la France.

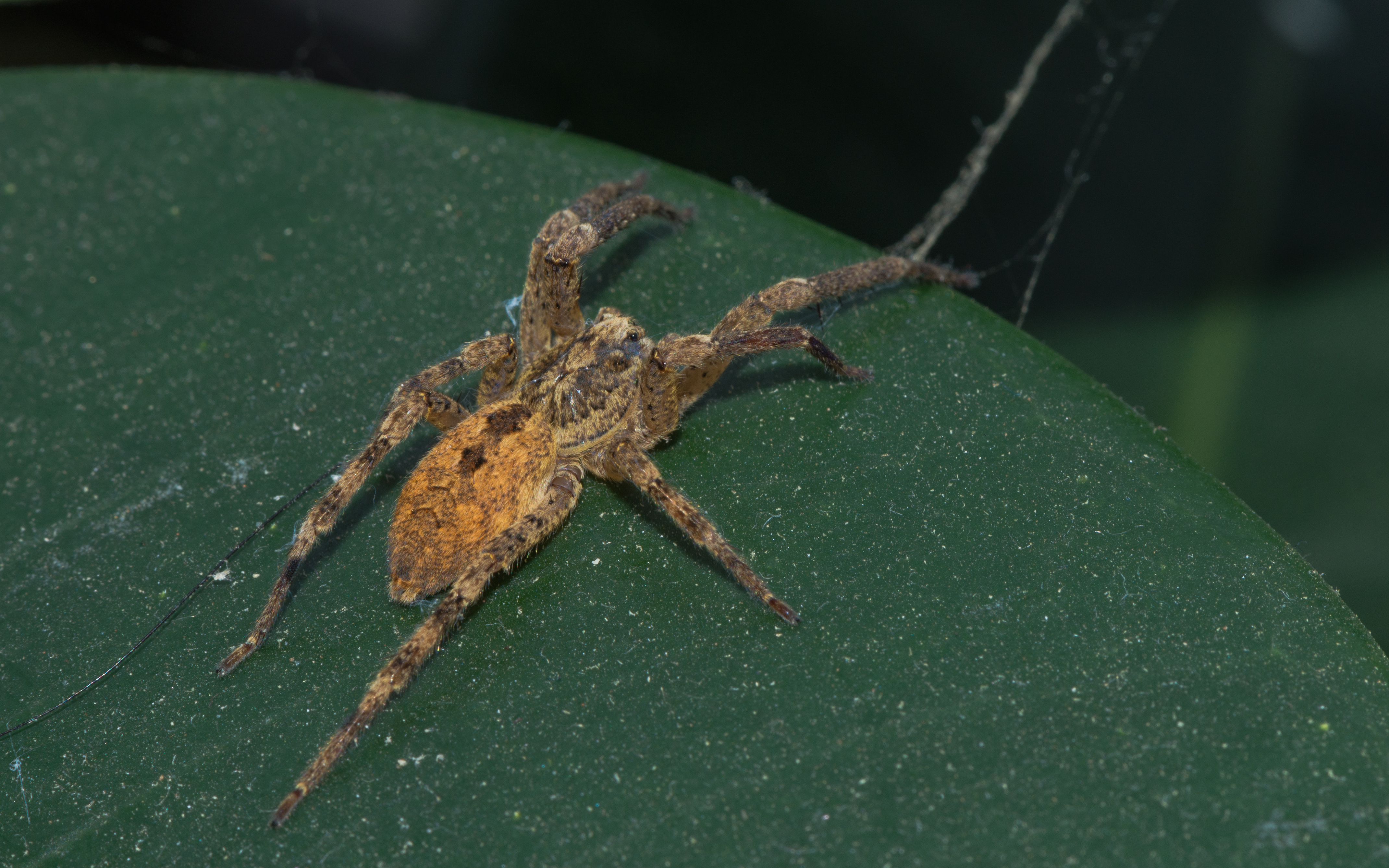
Zoropsis spinimana

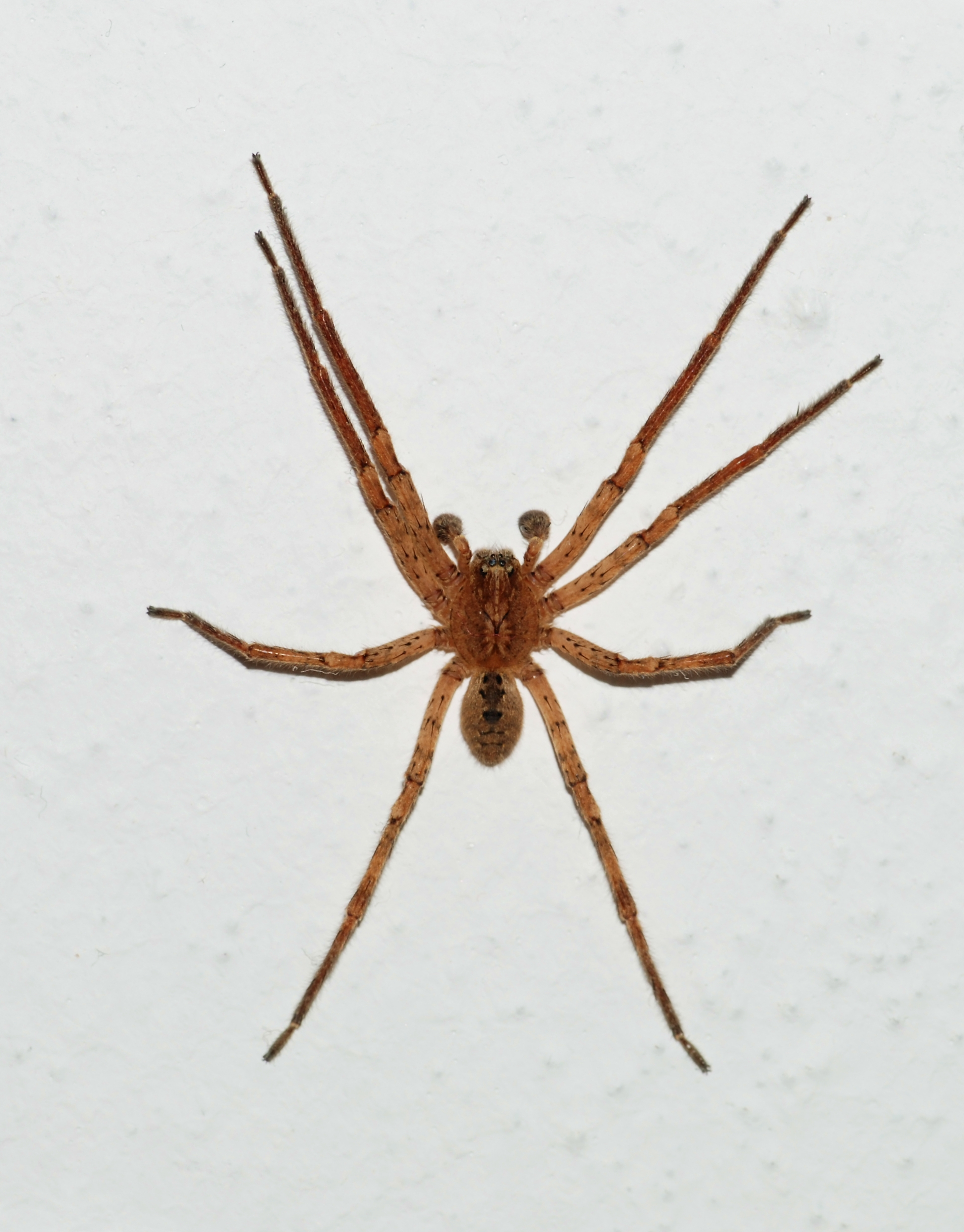
Zoropsis ♂

## Liste des espèces
Selon World Spider Catalog (version 23.5, 01/09/2022) :
- Zoropsis albertisi Pavesi, 1880
- Zoropsis beccarii Caporiacco, 1935
- Zoropsis bilineata Dahl, 1901
- Zoropsis kirghizicus Ovtchinnikov & Zonstein, 2001
- Zoropsis longensis Wang, Wang & Zhang, 2020
- Zoropsis lutea (Thorell, 1875)
- Zoropsis markamensis Hu & Li, 1987
- Zoropsis media Simon, 1878
- Zoropsis oertzeni Dahl, 1901
- Zoropsis pekingensis Schenkel, 1953
- Zoropsis rufipes (Lucas, 1838)
- Zoropsis saba Thaler & van Harten, 2006
- Zoropsis spinimana (Dufour, 1820)
- Zoropsis tangi Li, Hu & Zhang, 2015
- Zoropsis thaleri Levy, 2007

## Systématique et taxinomie

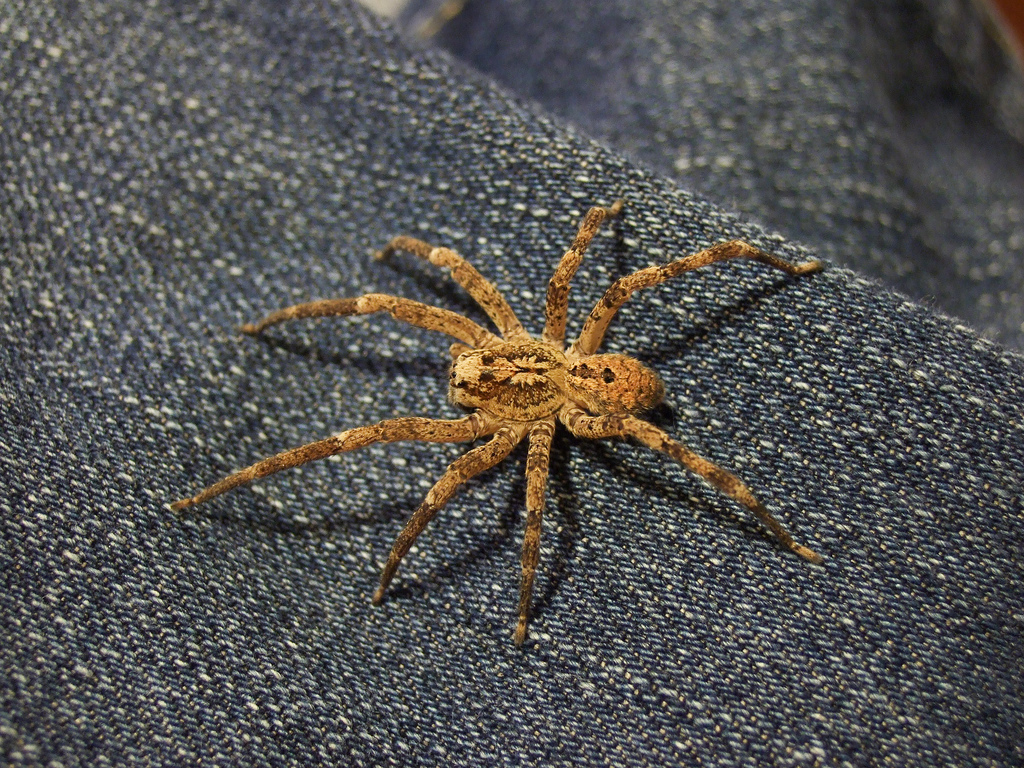
Probablement un Zoropsis spinimana

Ce genre a été décrit par Simon en 1878 dans les Drassidae. Il est placé dans les Zoridae par Lehtinen en 1967 puis dans les Zoropsidae par Levy en 1990.

## Publication originale
- Simon, 1878 : Les arachnides de France. Paris, vol. 4, p. 1-334 (texte intégral).